# Alaskan-Mail-Klasse
Die Alaskan Mail-Klasse  des Marad Design C5-S-75a war ein in fünf Einheiten gebauter Schiffstyp der American Mail Lines. Die Schnellfrachter gelten als einer der letzten Höhepunkte des konventionellen Stückgutschiffbaus am Beginn der Containerrevolution.

## Geschichte
Der Entwurf der Alaskan-Mail-Klasse wurde von der US-amerikanischen Reederei American Mail Lines beim New Yorker Schiffsingenieurbüro J. J. Henry, Inc. in Auftrag gegeben. Der Bau der fünf jeweils gut 16 Millionen US-Dollar teuren Schiffe wurde von der MARAD im Rahmen des Long Range Shipbuilding Program als Typ Typ C5-S-75a geführt. Die Bauwerft Newport News Shipbuilding aus Newport News lieferte die Schiffsserie 1968/69 binnen Jahresfrist ab. Eingesetzt wurden die Schiffe schließlich auf den von den American Mail Lines betriebenen Diensten von den Vereinigten Staaten nach Asien. Nach rund zehn Dienstjahren wurden alle fünf Schiffe 1978/79 an die American President Lines weitergegeben, die das Quintett gemäß der APL Nomenklatur auf mit "President" beginnende Namen umtaufte. Weitere zehn Jahre später wurden die Schiffe an die MARAD zurückgegeben, die einige Schiffe den US-amerikanischen Reserveflotten zuordnete, teilweise aber in Dienst der Reederei Lykes Lines beließ. Drei der verbleibenden Schiffe war seitdem Bestandteil der National Defense Reserve Fleet (NDRF), bzw. Ready Reserve Fleet (RRF), zwei von ihnen wurden 2008 und 2009 zum Abbruch gesandt. Eines der Schiffe, die ehemalige Korean Mail wurde 1995 verschrottet. Das letzte Schiff, die ursprüngliche Indian Mail blieb bis 2007 betriebsbereit und wird seit Oktober 2009 als schwimmende Ausbildungsstätte USTS Texas Clipper IV von der Texas Maritime Academy genutzt.

## Technik
Newport News Shipbuilding baute einen in vielerlei Hinsicht von den üblichen Stückgutschiffen abweichenden Entwurf mit kurz hinter der Schiffsmitte liegendem leicht stromlinienförmigen Brückenhaus, stark vornüberfallendem Steven mit Bugwulst und einem scharf zulaufendem Heck. Ungewöhnlicher, wenn auch nicht so auffällig war die Aufteilung der sieben Laderäume. Die grundsätzliche Aufteilung war die eines herkömmlichen Stückgutschnellfrachters zu Beginn des Containerzeitalters. Die Laderäume waren jedoch mit einer Vielzahl fortschrittlicher Details ausgerüstet. Die Lukendeckel mit großem Decksöffnungsgrad auf dem Hauptdeck sollten im Zusammenhang mit den großen hydraulischen Zwischendecksluken einen problemlosen vertikalen Zugang zur Ladung gewährleisten. Die Umschlageinrichtungen in diesem Bereich bestanden aus Leichtladebäumen im typischen Bipod-Design und einem mittig angebrachten 70-Tonnen-Schwergutgeschirr, das die Laderäume 5 und 6 bedienen konnte. Dazu zählten die mit einem gesonderten Luftdruckpalettensystem in den Zwischendecks als Containerladeräume eingerichtete Luken. Die Schiffe verfügten über Kühlladeräume. Unter den Laderäumen waren  darüber hinaus teilweise zusätzliche Ladetanks im Unterraum angeordnet, die durch Zwischendecksluken auch zur Beladung mit besonders zu separierenden Gütern geeignet waren.
Der Schiffstyp erreichte durch seinen Getriebedampfturbinenantrieb Geschwindigkeiten von knapp 21 Knoten. Sowohl die Maschinenanlage, als auch zahlreiche andere Einrichtungen an Bord waren automatisiert oder fernüberwacht, um die Besatzungsstärke zu verringern.

## Übersicht
Es wurden fünf MARAD Typ C5-S-75a-Schiffe gebaut.
| Alaskan-Mail-Klasse | Alaskan-Mail-Klasse           | Alaskan-Mail-Klasse | Alaskan-Mail-Klasse                                                                   |
| Indienststellung    | Werft/Baunummer               | Bauname             | Umbenennungen und Verbleib                                                            |
| ------------------- | ----------------------------- | ------------------- | ------------------------------------------------------------------------------------- |
| 29. Oktober 1968    | Newport News Shipbuilding/587 | Alaskan Mail        | 1978 → President Adams, 1988 → Cape Girardeau, z. Zt. RRF                             |
| 31. Dezember 1968   | Newport News Shipbuilding/588 | Indian Mail         | 1978 → President Jackson, 1988 → Cape Gibson RRF, 2009 → Texas MA Texas Clipper IV    |
| 25. April 1969      | Newport News Shipbuilding/589 | Korean Mail         | 1979 → President Taylor, 1989 → Stella Lykes, 1995 abgebrochen                        |
| 25. Juli 1969       | Newport News Shipbuilding/590 | Hong Kong Mail      | 1978 → President Wilson, 1987 → Sue Lykes, 1988 NDRF, 1996 → Wilson, 2008 abgebrochen |
| 22. Oktober 1969    | Newport News Shipbuilding/591 | American Mail       | 1978 → President Cleveland 1988 NDRF, 1989 → Cleveland, 2009 abgebrochen              |